# Elfrida Andrée
Elfrida Andrée (Visby, 19 de febrero de 1841 – Gotemburgo, 11 de enero de 1929), fue una directora, compositora y organista sueca, conocida en su país tanto por su producción musical como por ser una defensora a ultranza de los derechos de la mujer. Pionera en diversos sentidos, abrió un importante camino en la lucha de estos derechos en Suecia. Fue la primera mujer en Suecia en graduarse como organista.

## Biografía
Elfrida Andrée nació en Visby. Fue la hija más joven de Andreas Andrée, un médico con un profundo amor por la música. Su política era liberal y era muy consciente de la situación de las mujeres en Suecia. La hermana mayor de Elfrida era Fredrika Andrée (1836 - 1880), también conocida como Fredrika Stenhammar por su apellido de casada. Fue una aclamada cantante de ópera.
Iniciándose en la música de la mano de su padre, a la edad de 14 años viajó a Estocolmo para formarse como organista, y dos años más tarde, en 1857, se convirtió en la primera mujer en Suecia en obtener un diploma de esta especialidad en la Kungliga Musikaliska akademien (la Real Academia Sueca de Música). Lo hizo como una estudiante extramuros, ya que las mujeres no eran admitidas como candidatas al ingreso en la academia. 
Tras graduarse solicitó, como mujer, un permiso especial del gobierno para optar a un puesto como organista, pero su solicitud fue rechazada por el arzobispo Henrik Reuterdahl, un diputado conservador. Elfrida le escribió a su padre en Visby:
 ''Las chicas somos oprimidas en todos los sentidos. Además de convertirse en costureras o maestras, el espectáculo es la única ocupación abierta para nosotros. Quiero trabajar y perseguir un objetivo, pero ¿qué se debe hacer cuando hay un campo tan pequeño en el que trabajar? '' 
Casi al mismo tiempo, su maestra de órgano la había contratado como organista en la iglesia de St James, Estocolmo, pero el clero no la dejó tocar, alegando que "ver a una mujer en el taburete del órgano [sería] indecoroso y perturbador''. Además, San Pablo dijo: ' Las mujeres deben callar en el templo'. ( ICor 14, 34-35).
En 1861, con 20 años y tras estos incidentes, ella y su padre ayudaron, a través de la correspondencia y las discusiones con los diputados, a lograr un cambio en la ley que permitió a las mujeres ejercer de forma fija como organistas. Dos años más tarde ayudó a diseñar otro cambio legislativo mediante el cual las mujeres podían ser empleadas como operadoras de telégrafos. En 1861 comienza a ejercer su oficio en Estocolmo.
Alrededor de 1870, influida por el filósofo inglés John Stuart Mill, formuló su lema: "la elevación de la mujer". Durante su vida se produjo ciertamente una 'época de emancipación' para la mujer en Suecia. En su nacimiento en 1841, las mujeres prácticamente no tenían ningún derecho. En 1929, el año de su muerte, la posición financiera y legal de este colectivo había cambiado radicalmente, se les abrió un rango más amplio de empleo y habían obtenido el derecho a voto.

## Trayectoria profesional
En 1860 comenzó sus estudios de composición con Ludvig Norman. En 1861 obtuvo su diploma con un amplio currículum y un gran expediente. A los 24 años, Elfrida Andrée compuso un quinteto de piano que la elevó a la elite entre los compositores suecos, un estrato que era completamente de hombres.
El cargo de organista de la catedral de Gotemburgo quedó vacante en 1866, y Andreas Andrée sugirió que su hija que se presentase como candidata. Elfrida viajó a Gotemburgo para la audición. Había siete candidatos masculinos, y estaba convencida de que no se le daría el puesto. Cuando unos días más tarde, en Estocolmo, Andreas Andrée leyó un telegrama de Gotemburgo en el que decía: «¡Esta noche, Mamsell Andrée, elegido por unanimidad organista de la catedral de Gotemburgo!» se desmayó. Su hija era la primera mujer en ostentar un empleo de este tipo en toda Europa.
Elfrida Andrée bien podría haberse establecido en Gotemburgo, tocando en la catedral y participando de la vida social de la ciudad, pero tenía ambiciones más elevadas. Su primer traspiés en el mundo de hombres de la época vino con la interpretación de su primera sinfonía, en do mayor, en Estocolmo durante el invierno de 1869. Escribió en su diario que el trabajo se representó en el teatro de Hammars y que ella creía que los músicos habían "tocado mal a propósito". Ella y su hermana Fredrika se marcharon cuando comenzó el último movimiento y los primeros violines iban un compás por detrás del resto de la orquesta. Elfrida estuvo enferma durante tres días después de "este delirio musical". El crítico Wilhelm Bauck la golpeó por completo, declarando que la composición estaba por debajo de la "imperfección". Su reseña finalizó: "Nótese esta verdad dorada: la originalidad de esta pieza consiste en la invención, no de formas anormales, si no de formas horribles".
La familia Andrée se conmovió con estos comentarios, y Andreas pensó que Elfrida debería limitarse a escribir canciones y pequeñas obras para piano. Pero ella pensó diferente. En la correspondencia que siguió escribió:
 ''Cuantas veces no he sentido resentimiento cuando se ha escrito o dicho, y sinceramente, que no se pueden mencionar nombres femeninos donde se trata de una composición musical seria. [...] No serán pequeñas canciones las primeras en ser vistas de mí, por canciones, de hecho bellas canciones, hay muchos de mis parientes que escriben. La música de cámara funciona [...] ahora es el comienzo que deseo. Sería más fácil arrancar una pieza de la roca que arrancarme mi idea ideal: ¡la elevación de la mujer!'' 
El verano siguiente, en 1870, amplió sus estudios de composición e instrumentación en Copenhague con el compositor danés Niels Gade. Tras enseñarle muchas de sus composiciones, esta fructífera relación motivó mucho a Elfrida, que escribía en una carta a su padre: "¡Quiero seguir avanzando, quiero ser realmente útil y quiero convertirme en algo más de lo que soy!". y a partir de 1871 empezó su colaboración con la Orquesta de Gotemburgo, que interpretó muchas de sus composiciones sinfónicas hasta que en el mes de mayo de 1879 la orquesta se disolvió debido a una crisis económica.
En 1880 recibió el segundo premio de composición como reconocimiento en un concurso celebrado en Bruselas. Alrededor de esta fecha, Elfrida Andrée ya era una figura muy conocida en la escena artística sueca, y algunas de sus mejores composiciones datan de esta época. 
Junto a su amiga y dramaturga Selma Lagerlöf escribió una ópera llamada Fritiof Saga, en 1898, que no consiguió ganar un concurso que hubiera hecho que ésta se estrenara en la Ópera Real de Estocolmo. Sin embargo, Andrée extrajo finalmente de esta ópera una suite orquestal muy conocida dentro de su producción musical.
También compuso 3 sinfonías e importantes obras de música de cámara, además de un buen número de obras como piezas para piano y órgano, misas corales en sueco, cantatas y diversas canciones. Diversos ejemplos son un cuarteto para piano en la menor (1870) y un quinteto para piano en mi menor (publicada en 1865), un trío para piano en sol menor (1887) (y otro publicado póstumamente en do menor), un cuarteto de cuerda en re menor del año 1861 y otro en La mayor. Piezas para violín (incluyendo diversas sonatas) y para piano.
En las últimas obras, escritas después de 1890, el estilo de Elfrida Andrée cambia. La sinfonía de órgano en Si menor (1890) tardó mucho tiempo en gestarse. Una primera versión de la misma ya se había realizado en 1871, probablemente inspirada en las sonatas de órgano de Felix Mendelssohn. Diez años después, en 1882, interpretó una versión revisada en un concierto en el Crystal Palace de Londres. Un breve viaje a París en el verano de 1882 añadió reminiscencias de la música francesa a su repertorio. Los trabajos de Guilmant, Widor y Saint-Saëns figuraban regularmente en sus programas y, bajo la inspiración de la música francesa, terminó al fin la sinfonía de órgano. Hay cuatro movimientos, con esta influencia y atmósfera francesa presentes desde el principio. El segundo movimiento recuerda al estilo de Mendelssohn, muy influyente para Andrée, mientras que el tercero es suavemente sentimental y el cuarto de grandeza y exaltación gala.
Desde mediados de la década de 1920 en adelante, Elfrida Andrée se retiró de su puesto en la catedral. Fue en el órgano donde encontró una salida para sus sueños artísticos y emancipatorios, y nunca olvidó el debate parlamentario en los días de su juventud. En 1905 se consagró un nuevo órgano catedralicio que tenía un soplador eléctrico. Ahora se podía prescindir de los tratantes de fuelles, y Elsa Stenhammar recuerda que Andrée a menudo perdía la noción del tiempo y permanecía sentada en el órgano hasta altas horas de la noche. En una de esas ocasiones, siendo capaz el órgano de dar rienda suelta a sus sentimientos más íntimos, y después de que los últimos ecos se hubieron apagado, ella exclamó: 'Pablo, pequeño, ¡Ahí lo llevas!' (traducción aproximada del sueco ”Där fick du, lille Paulus!” Burla hacia el apóstol San Pablo recordando las limitaciones impuestas por el clero años antes).
A su muerte, en 1929, sus composiciones ya habían sido en parte olvidadas. Pero desde la década de 1980 han vuelto a popularizarse en su país. Los manuscritos de sus obras están conservados en Biblioteca Pública de Estocolmo.

## Elfrida Andrée y la 'elevación de la mujer'[2]
Elfrida nunca olvidó la lucha por su profesión. 'La elevación de la mujer' siguió siendo su consigna hasta el día de su muerte, aunque no todas las mujeres compartieron esta opinión. 
En Londres, en 1882, conoció a la soprano Jenny Lind (1820-1887), que entre otras cosas consideraba que las mujeres eran incapaces de tratar con una orquesta. Elfrida Andrée se apresuró a mostrar su sinfonía al marido de Jenny, el director Otto Goldschmidt. Mientras lo estaba haciendo, Jenny, de pie junto a él, susurró: "¿Es posible que sea correcto para todos los instrumentos?" "Sí, ciertamente, ciertamente", le respondió. La pianista y compositora noruega Agathe Backe Grøndahl también se mostró poco entusiasta con respecto a la escritura orquestal y declaró en una carta a Elfrida que esta actividad no estaba realmente "en mi género, creo".
Como educadora y como examinadora de Kungliga Musikaliska akademien en Gotemburgo, Elfrida instruyó y examinó a muchas mujeres organistas a lo largo de los años. Curiosamente, en 1889 Gotemburgo era la única diócesis sueca que tenía organistas mujeres, lo que tenía que ver con el puesto de Elfrida Andrée como organista de la catedral. La década de 1880 vio una creciente oposición a las mujeres como músicos y compositores, lo que es paradójico si pensamos que durante esta misma década al nombre de Elfrida se unieran otras tres compositoras, a saber, Laura Netzel (1839-1927), a quien ayudó a empezar como compositor en la década de 1880, Valborg Aulin (1860-1928), que era muy solitaria, y Helena Munktell (1852-1919). A pesar de que estas mujeres vivieron la misma época, hubo grandes diferencias entre todas. Aulin y Munktell no escribieron nada para orquesta hasta aproximadamente 1900, y la producción de música de cámara de Laura Netzel solo comenzó en la década de 1890. Ellas tres surgieron mucho después de que Elfrida hubiese producido sus composiciones, y ninguna de ellas dejó sus huellas políticas. Elfrida Andrée fue la gran pionera.

## Para saber más
- Eva Öhrström, Elfrida Andrée: ett levnadsöde Estocolmo: Prisma, 1999. ISBN 91-518-3488-X.

- Esta obra contiene una traducción  derivada de «Elfrida Andrée» de Wikipedia en inglés, publicada por sus editores bajo la Licencia de documentación libre de GNU y la Licencia Creative Commons Atribución-CompartirIgual 4.0 Internacional.

- Datos: Q451495
- Multimedia: Elfrida Andrée / Q451495